# Adda
Adda är en flod i Italien som rinner upp i Ortleralperna öster mot Comosjön och avvattnar en del av Alpernas sydsida. Floden rinner först söderut och därefter genom den tättbefolkade, bördiga Valtellina rakt västerut i Comosjön, där den bildar ett stort delta. Den rinner sedan söderut över Po-slätten och faller ut i Po nära Cremona.
Adda har en längd från källan till Comosjön av 130 km och från Comosjön till Po 180 km. Adda är sedan segelbar på en sträcka av 50 km och genom kanaler, som utgår från trakten av Cassano d'Adda, förbunden med bland annat Milano och Ticino. Floden innefattar även tillgång på vattenkraft.